# Esquadrão N.º 453 da RAAF
O Esquadrão N.º 453 é uma unidade de controlo de tráfego aéreo da Real Força Aérea Australiana (RAAF). Foi estabelecido em Bankstown, Nova Gales do Sul, em 1941 como um esquadrão de caça, de acordo com o Artigo XV do Esquema de Treino Aéreo do Império. O esquadrão serviu na Segunda Guerra Mundial, e combateu na Campanha da Malásia e na Campanha de Singapura em 1941-42. Severas perdas de aeronaves destruíram a capacidade do esquadrão de realizar operações, e foi extinto em Março de 1942. Uma unidade com o mesmo nome foi criada no Reino Unido a meio de 1942, para participar na luta contra a Luftwaffe da Alemanha Nazi, na qual combateu até 1945. Um ano depois, em 1946, o esquadrão foi extinto. No dia 1 de Dezembro de 2010, foi re-estabelecido como um esquadrão de controlo de tráfego aéreo.